# Артёмовский сельский совет (Харьковская область)
Артемовский сельский совет  — административно-территориальная единица и орган местного самоуправления в Печенежском районе Харьковской области. Административный центр — село Артёмовка

## Общие сведения
Артемовский сельский совет был образован в 1919 году.
- Территория совета: 88,78 км²
- Население совета: 1 304 человека (по состоянию на 2001 год)
- На территории совета протекает река Гнилица

## Населённые пункты
Сельскому совету были подчинены населенные пункты:
- село Артёмовка